# Eta Aurigae
Eta Aurigae (Haedus, η Aur) – gwiazda w gwiazdozbiorze Woźnicy, znajdująca się w odległości około 243 lat świetlnych od Słońca.

## Nazwa
Gwiazda ta wraz z pobliską Zeta Aurigae były określane przez starożytnych Rzymian wspólną łacińską nazwą Haedi, czyli „dzieci” (właściwie koźlęta, gdyż były uznawane za dzieci Kozy – najjaśniejszej gwiazdy w gwiazdozbiorze). Jako że Eta Aurigae w ruchu po niebie podąża za zetą, była oznaczana dawniej Haedus II. Międzynarodowa Unia Astronomiczna w 2017 roku formalnie zatwierdziła użycie nazwy Haedus dla określenia tej gwiazdy.

## Charakterystyka
Jest to pojedyncza błękitna gwiazda ciągu głównego należąca do typu widmowego B3. Ma temperaturę 16 600 K i emituje 760 razy więcej promieniowania niż Słońce, ma 3,3 razy większy promień i 5,5 razy większą masę. Jest to młoda gwiazda, istnieje od 45 milionów lat, a w jej jądrze wciąż trwają reakcje syntezy wodoru w hel (przy takiej masie etap ten trwa około 90 milionów lat). Istnieje podejrzenie zmienności o 24-dniowym okresie, która – jeśli występuje – może wiązać się ze zjawiskami w atmosferze gwiazdy. Haedus II obraca się wokół osi znacznie szybciej niż Słońce, ale ma słabe pole magnetyczne, zaledwie kilkukrotnie silniejsze od ziemskiego. Gwiazda należy do asocjacji OB Kasjopei–Byka, stopniowo rozpraszającej się grupy młodych, jasnych gwiazd o wspólnym pochodzeniu.